# Kia EV9
Kia EV9 – elektryczny samochód osobowy typu SUV klasy wyższej produkowany pod południowokoreańską marką Kia od 2023 roku.

## Historia i opis modelu

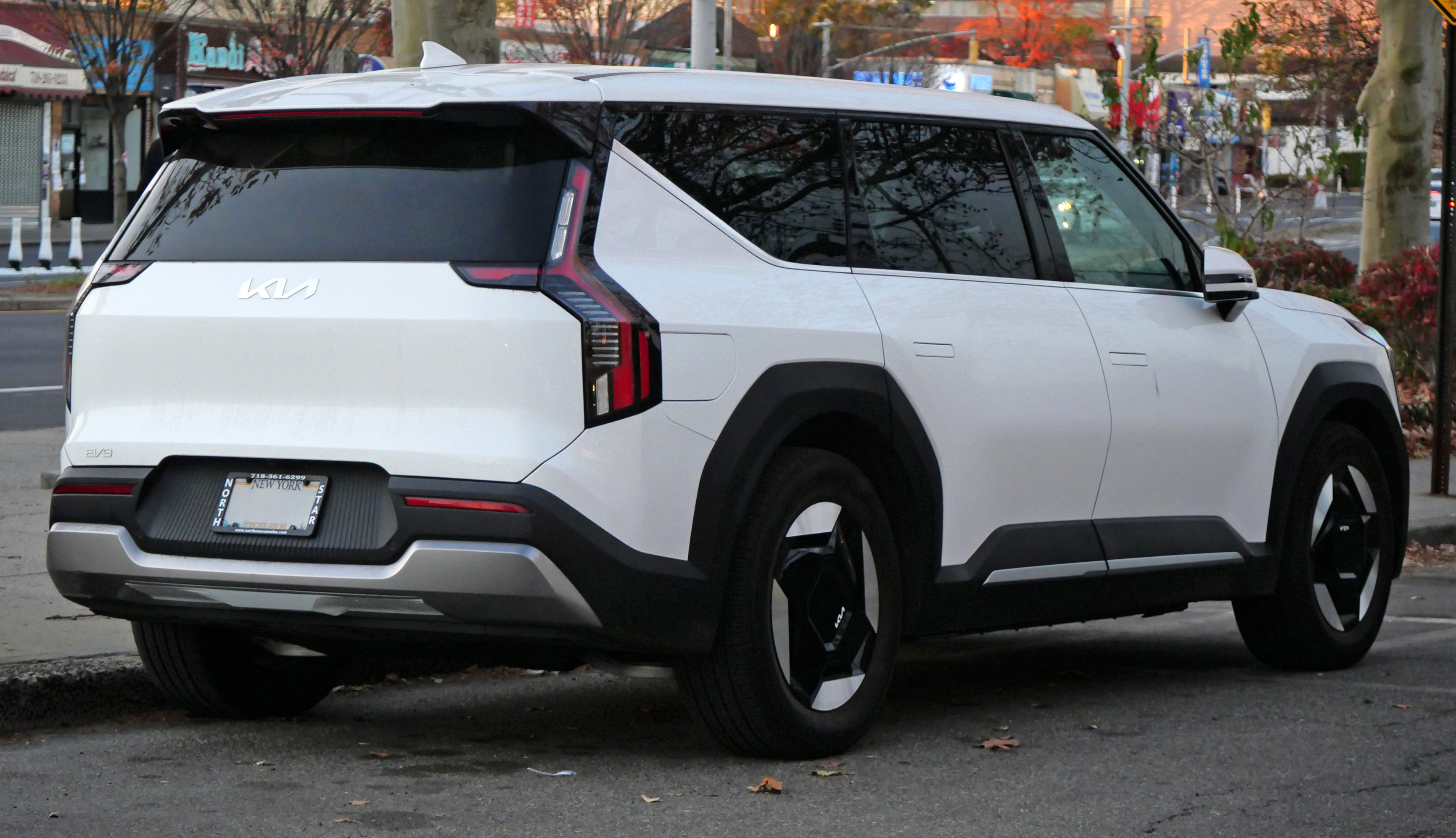
Kia EV9 - tył

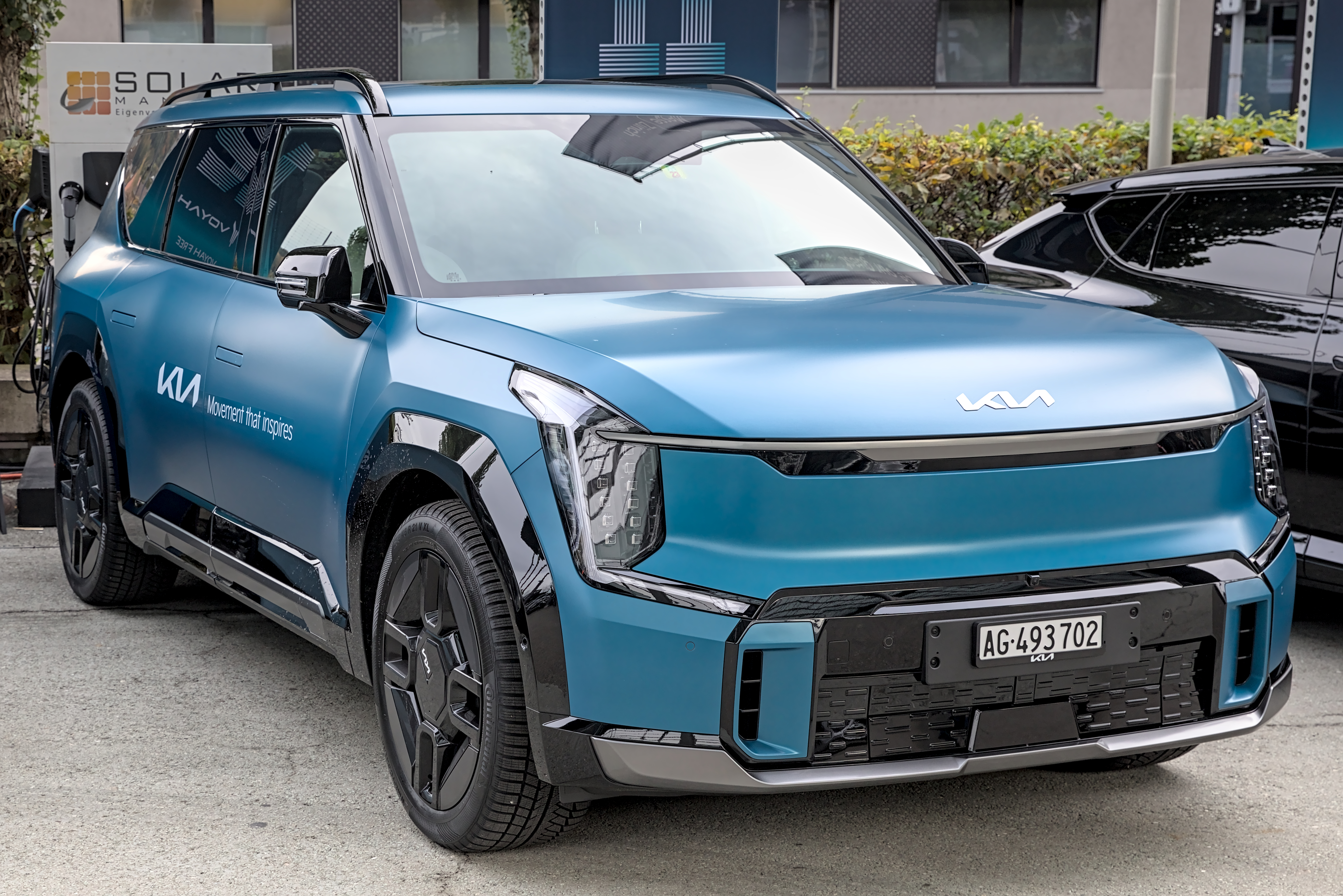
Kia EV9 GT-Line

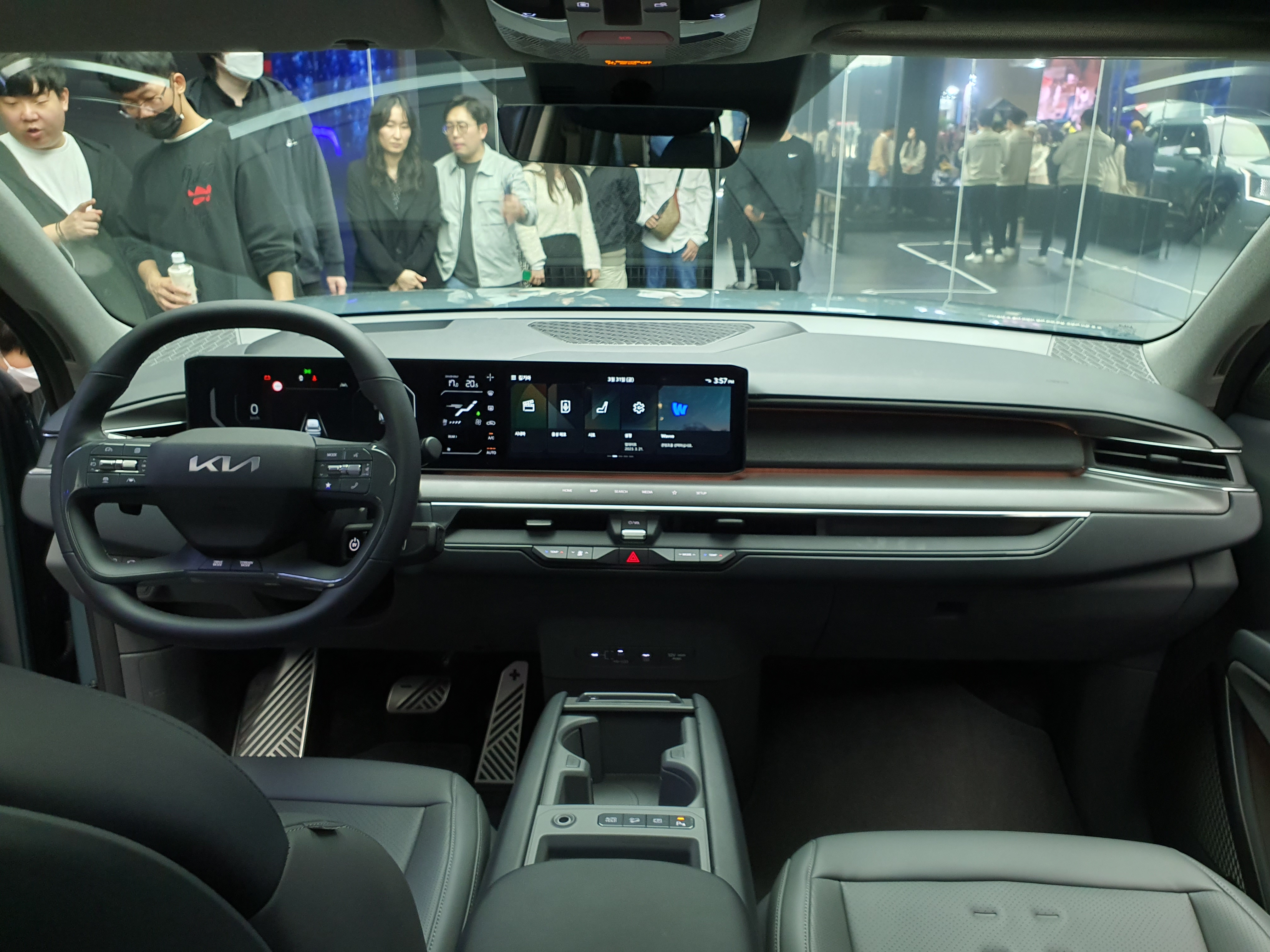
Kia EV9 - kokpit

Studyjną zapowiedzią kolejnego modelu Kii zbudowanego od podstaw z myślą o napędzie elektrycznym był prototyp Kia EV9 Concept zaprezentowany w listopadzie 2021 roku podczas międzynarodowych targów samochodowych Los Angeles Auto Show. Samochód wkroczył do zaawansowanej fazy rozwojowej w połowie 2022 roku, gdy pod koniec maja sfotografowano po raz pierwszy głęboko zamaskowany przedprodukcyjny egzemplarz podczas testów. Samochód w produkcyjnej formie oficjalnie zadebiutował w marcu 2023 roku, będąc drugim pojazdem w nowej gamie pełni elektrycznych pojazdów po średniej wielkości EV6 i zarazem największym elektrycznym modelem Kii.
Seryjna Kia EV9 w obszernym zakresie odtworzyła cechy stylistyki awangardowo zaprojektowanego prototypu z 2021 roku, charakteryzując się kanciastą sylwetką łacząca w sobie zarazem liczne nieregularne kształty. Reflektory otrzymały postać bumerangów z wykraczającymi poza ich obrys trzyetapowymi wąskimi pasami LED, z kolei tylne lampy przyjęły formę trójramiennych, nieregularnie ukształtowanych pasów. Za projekt stylistyczny odpowiedzialny był szef zespołu projektowego Kii, Karim Habib.
Dzięki oparciu o modułową platformę E-GMP konstruktorzy EV9 mogli zmaksymalizować rozstaw osi i przestrzeń w kabinie, pozwalając na pomieszczenie w niej 6 lub 7 pasażerów w trzech rzędach siedzeń. Nietypowym rozwiązaniem stała się funkcja obracania niezależnych siedzisk w drugim rzędzie siedzeń o 180 stopni, z kolei pasażerowie położonej za nimi kanapy uzyskali do dyspozycji znajdujące się w nadkolach uchwyty na kubki oraz porty USB. Deska rozdzielcza oraz kabina pasażerska utrzymane zostały w minimalistycznym wzornictwie, wyróżniając się wysoko poprowadzonym tunelem z pustą przestrzenią między nim a kokpitem. Ten został zdominowany przez jednoczęściową taflę skrywającą zintegrowane cyfrowe zegary oraz centralny dotykowy ekran systemu multimedialnego o przekątnej 12,3 cala.

### Sprzedaż
Początek sprzedaży Kii EV9 został wyznaczony na sierpień 2023. W przeciwieństwie do spalinowych SUV-ów klasy wyższej jak Telluride czy Mohave, elektryczna EV9 powstała z myślą o rynkach globalnych, poza Koreą Południową i Ameryką Północną trafiając do oferty także w Europie. Ceny pojazdu na rynku polskim określono w przedziale 300-350 tysięcy złotych. Poza Koreą Południową, na potrzeby rynku północnoamerykańskiego uruchomiono także produkcję w ameyrkańskim West Point w stanie Georgia.

### Dane techniczne
| Pojemność baterii         | Napęd | Moc maksymalna | Moment obrotowy       | 0-100 km/h         |
| ------------------------- | ----- | -------------- | --------------------- | ------------------ |
| 76.1 kWh (Standard Range) | RWD   | 215 KM         | 350 Nm                | 8,2 s              |
| 99.8 kWh (Long Range)     | RWD   | 201 KM         | 350 Nm                | 9,4 s              |
| 99.8 kWh (Long Range)     | AWD   | 380 KM         | 600 Nm 700 Nm (Boost) | 6,0 s 5,3 s (Boost |